# Labbese
Die Labbese sind eine Karnevalsband aus Bergisch Gladbach.

## Bandgeschichte
1975 beschlossen Werner Kraus, Ferdi Schönenborn und Michael Niesen im Urlaub in Griechenland, eine Karnevalsband zu gründen. Einige Monate später traten die Labbese mit ihrem ersten Song Ovends noh sibbe in der Närrischen Hitparade des WDR-Fernsehens auf. 1977 stieg Günter Rodenbach ein und begleitete die Truppe bis 1983 mit seinem Akkordeon. Aus beruflichen Gründen musste Rodenbach die Labbese 1983 verlassen, und Norbert Wielpütz trat an seine Stelle. 1978 stieg Bernd Kierdorf ein und begleitet die Band seitdem am Schlagzeug.
Gerd Rück, der als „Weltenbummler“ damals zu den Größen des Kölner Karnevals zählte, entdeckte die Labbese 1985 auf einer Veranstaltung und verhalf ihnen zu einem Auftritt beim Vorstellabend der KAJUJA Köln. Nachdem Schönenborn die Band aus beruflichen Gründen verlassen musste, stieg Thomas Braß ein. 2000 und 2001 stießen Frank Wielpütz und Frank Müller, in der Nachfolge von Werner Kraus, zu den Labbesen. 2017 formierte sich die Band neu; von den Gründungsmitgliedern sind nur noch Kierdorf und Niesen in der Gruppe.
Neu hinzugekommen sind Detlev Scholz (Gesang), Andreas Pater (Bass), Sebastian Kierdorf (E-Gitarre) und Klaus Blömeke (Akkordeon, Keyboard).

## Diskografie
- 2004: Mir han e jross Hätz
- 2004: Alaaf un Halleluja
- 2004: Stänezelt
- 2007: Wo mir Kölsche sin es vürre, Rhingtoen (EMI)
- 2018: Danz för mich
- 2019: Jlöcksjeföhl
- 2020: Räch dich nit op